# Stadio Giovanni Celeste
Lo stadio comunale Giovanni Celeste è uno stadio ubicato nella città italiana di Messina.
Inaugurato nel 1932, ha ospitato gli incontri casalinghi del Messina fino al 2004, allorché venne sostituito dal nuovo e più capiente stadio San Filippo.
Dal 2010 al 2015 è stato utilizzato come campo interno del Città di Messina, seconda squadra peloritana.

## Storia
L'impianto nacque col nome di Campo "Nuovo" di via Oreto, rione Gazzi che è il quartiere dove sorge. Già qualche anno prima era nata l'esigenza di costruire un nuovo stadio che ospitasse le partite del Messina, la squadra infatti nel campionato di Prima Divisione 1931-1932 aveva ottenuto la prima promozione nel campionato cadetto. L'enorme numero di tifosi accorsi nella vecchia struttura dell'Enzo Geraci, presso la Cittadella, aveva ormai fatto capire quanto il vecchio stadio fosse obsoleto ed insufficiente alle nuove esigenze. L'area individuata fu quella del rione Gazzi e lì appunto sorse il nuovo stadio.
La prima partita fu un'amichevole disputata nel settembre 1932 tra il Messina ed il Catania, terminata con un pareggio per 1-1. La prima partita ufficiale fu disputata il 9 ottobre 1932, in occasione dell'esordio casalingo del Messina in campionato: l'incontro col Modena coincise anche con la prima vittoria, 2-0 il punteggio. Nel luglio 1948, per iniziativa del giornale "L'eco dello Sport", lo stadio di Gazzi venne intitolato, con delibera del Consiglio Comunale, alla memoria del tenente di vascello della Regia Marina nonché alla bandiera della storica Peloro Giovanni Celeste. 

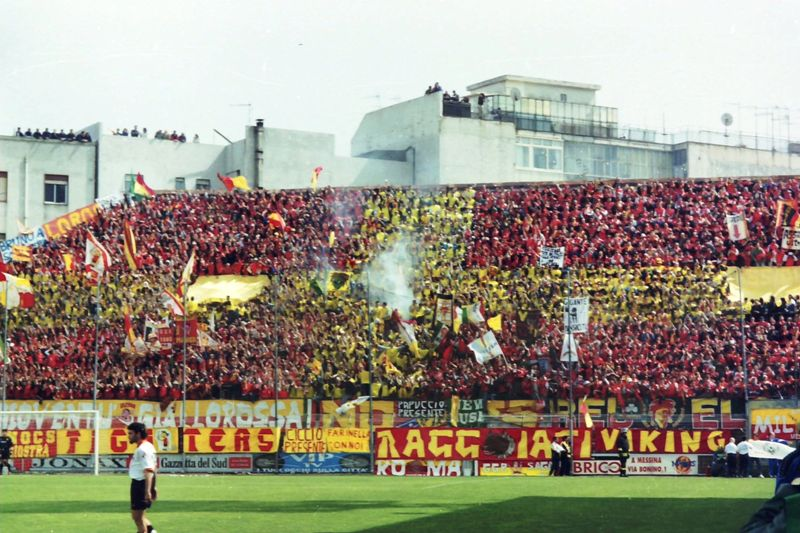
Coreografia della curva sud durante il derby contro il Palermo del 14 aprile 2002, terminato 1 a 0 per il Messina

Il record di spettatori paganti (22.418) risale al primo periodo d'oro del Messina in Serie A, durante la partita del 2 febbraio 1964 contro il Milan. 
Il 5 giugno 1982 il Giovanni Celeste ospitò la partita fra Malta e Islanda, finita 2-1 e valida per le qualificazioni al Campionato europeo di calcio 1984.La scelta dello stadio di Messina venne fatta poiché lo stadio di Gżira non era adeguato allo svolgimento di quella gara.
Al 1983 risale l'ultima importante ristrutturazione del "Giovanni Celeste": i vecchi banconi di legno e i tubi in ferro che componevano la struttura principale dello stadio vennero sostituiti da strutture in cemento armato, molto più sicure e funzionali. Nella nuova struttura il record di paganti (22.000) risale ad un Messina-Palermo giocata in C1 nella stagione 1984-85. 
Con la promozione in serie B , per ragioni di sicurezza, la capienza ufficiale fu ridotta a 16.000 spettatori. A quegli anni risale il record di numero di partite consecutive senza sconfitte: per ben 58 partite i tifosi del Messina non videro la loro squadra battuta in casa. Questo record venne stabilito a partire dalle ultime tre partite del campionato di Serie C1 1983-1984, fino alle prime due partite del campionato di Serie B 1987-1988. In mezzo tre campionati consecutivi senza sconfitte casalinghe, in totale 58 partite giocate, 43 vittorie, 15 pareggi, 89 gol fatti e solo 22 subiti. Nella stagione 1986-1987 il Messina sfiorò la promozione in Serie A e l'enorme pubblico accorso in quelle partite (circa 30.000 persone, ammassate all'inverosimile, nonostante la capienza massima ufficiale di 16.000 spettatori) fece intravedere l'esigenza di costruire un nuovo stadio molto più funzionale e capiente.
Nel 1989 venne finanziata la nuova struttura ed iniziarono i nuovi lavori nell'area di San Filippo, ma una serie di intoppi fecero sì che per ben 15 anni i lavori si fermassero, rallentassero e riprendessero di continuo, facendo ritardare la consegna dell'opera.  I lavori del nuovo impianto vennero ulteriormente ritardati dalla radiazione dai campionati professionistici del Messina avvenuta nel 1993, che costrinse la nuova società cittadina a diverse stagioni nelle categorie dilettantistiche. 
Alla fine degli anni '90, in seguito al ritorno nel professionismo del Messina, per aumentare la sicurezza del Celeste furono modificate la tribunetta Valeria, sede dei tifosi ospiti, e la curva nord, tramite l'installazione di strutture che separaravano maggiormente la tifoseria ospite da quella locale e che, insieme ad altri interventi di messa in sicurezza dello stadio, ridussero ulteriormente la capienza totale a 12.000 posti. Nonostante tali modifiche, il 17 giugno 2001 durante la finale dei play-off per la promozione in Serie B contro il Catania, rimase ucciso il giovane tifoso messinese Tonino Currò, a causa di un petardo lanciato dal settore ospiti verso la curva nord ed a tutt'oggi nessun colpevole è stato mai identificato ed arrestato. Nel giugno 2002, per ricordare la prematura scomparsa del tifoso giallorosso, la curva nord venne intitolata alla memoria di Tonino Currò. 
L'ultima partita casalinga del Messina disputatasi nell'impianto di viale Gazzi risale al 5 giugno 2004 ed ha sancito la seconda promozione in Serie A dei giallorossi con un perentorio 3-0 ai danni del Como, davanti a un pubblico più che doppio rispetto ai 12.000 spettatori paganti. 
Il 28 agosto 2024 viene annunciato l'inizio dei lavori di ristrutturazione dello Stadio Celeste con fine entro dicembre 2025

## Statistiche delle partite disputate al Celeste
| Competizione | G    | V   | N   | P   | CN | GF   | GS  |
| ------------ | ---- | --- | --- | --- | -- | ---- | --- |
| Serie A      | 33   | 12  | 11  | 10  | 1  | 34   | 33  |
| Serie B      | 555  | 307 | 181 | 67  | 8  | 845  | 398 |
| Serie C      | 461  | 271 | 140 | 50  | 10 | 671  | 235 |
| Serie D      | 121  | 73  | 28  | 20  | 3  | 220  | 81  |
| Coppa Italia | 76   | 47  | 18  | 11  | 15 | 130  | 58  |
| Totale       | 1246 | 710 | 378 | 158 | 37 | 1900 | 805 |